# رای (موسیقی)
رای (‎/raɪ.i/‎,‎/raɪ/‎؛ عربی: رای‎، انگلیسی: Raï) نوعی از موسیقی محلی الجزایر است که به دهه ۱۹۲۰ بازمی‌گردد. به خوانندگان رای «شاب» یا «شابه» یعنی جوان می‌گفتند، که در مقابل شیخ یعنی قدیمی، نامی که به خوانندگان شعبی داده‌اند، قرار داشت. این موسیقی در شهر وهران و در میان فقرا به‌وجود آمد. رای که بیشتر توسط مردان خوانده می‌شد، در اواخر قرن بیستم در میان خوانندگان زن نیز رایج شد. اشعار آن به مسائل اجتماعی مانند بیماری و پلیس استعمارگران اروپایی که بر مردم بومی تأثیر گذاشته است می‌پردازد.

## تاریخچه

### ریشه‌ها
رای یک نوع موسیقی عامه‌پسند الجزایری است که در دهه ۱۹۲۰ در شهر بندری وهران به‌وجود آمد و خودآگاهانه با آداب هنری و رسوم اجتماعی پذیرفته‌شده مخالفت کرد. برای جوانانی که به‌دنبال مدرن کردن ارزش‌ها و نگرش‌های سنتی اسلامی بودند، جذابیت داشت. الگوهای ضربی، ملودی‌ها و سازهای بومی، سکولار و مذهبی با سازهای الکتریکی غربی آمیخته شدند. رای به‌عنوان یک ژانر اصلی در موسیقی جهان در اواخر دهه ۱۹۸۰ ظهور کرد.
در سال‌های پس از جنگ جهانی اول، شهر وهران الجزایر، معروف به «پاریس کوچک»، دیگ جوشانی از فرهنگ‌های مختلف، پر از کلوپ‌های شبانه و کاباره‌ها بود. جایی بود برای خوش‌گذارنی. از این محیط، گروهی از خوانندگان زن و مرد مسلمان به نام شیوخ و شیخات پدید آمدند که اشعار لطیف و کلاسیک موسیقی سنتی الجزایر را رد کردند. در عوض، با طبل‌های سفالی و فلوت‌ها، دربارهٔ ناملایمات زندگی شهری با زبانی ساده، نیش‌دار، گاهی مبتذل و بحث‌برانگیز می‌خواندند که برای افراد آسیب‌دیده اجتماعی و اقتصادی جذاب بود. شیخات از این جهت که نه تنها برای زنان بلکه برای مردان نیز اجرا می‌کردند، از تفکر سنتی دور شدند.
موسیقی اجراشده رای نام داشت. نام خود را از کلمه عربی الجزایری raï («نظر» یا «نصیحت») گرفته است، که معمولاً توسط خوانندگان برای پر کردن زمان و وقت‌گذرانی خوانده می‌شد. در اوایل دهه ۱۹۴۰ شیخه ریمیتی به‌عنوان شخصیت برجسته موسیقی و زبان در سنت رای مشهور شد و تا قرن بیست و یکم در میان برجسته‌ترین اجراکنندگان موسیقی قرار داشت.

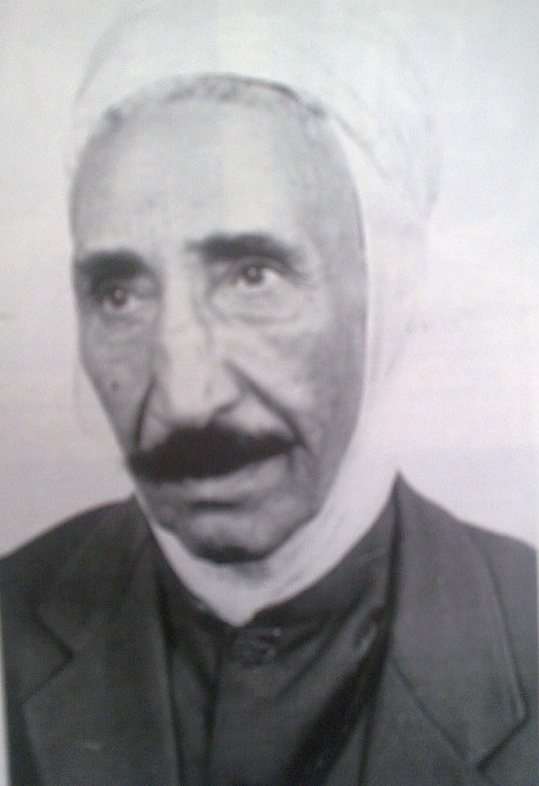
شیخ حماده.

در اوایل قرن بیستم، وهران به بخش‌های یهودی، فرانسوی، اسپانیایی و بومی الجزایری تقسیم شد. با استقلال در سال ۱۹۶۲ محله یهودیان (معروف به درب)، محل زندگی نوازندگانی مانند رینت لورانیز، سعود اورانایس و لاربی بنساری بود. سیدی ال هواری محل زندگی ماهیگیران اسپانیایی و بسیاری از پناهندگان اسپانیایی بود که پس از سال ۱۹۳۹ وارد این کشور شدند و نیمی از صحنه‌های موسیقی فعال را در اختیار داشتند. ساکنان فرانسوی شهر برای بررسی موسیقی به مناطق یهودی و اسپانیایی رفتند. اعراب وهران به‌خاطر سبک موسیقی کلاسیک اندلسی که پس از سال ۱۴۹۲ از جنوب اسپانیا وارد شد، شهرت داشتند. موسیقی کلاسیک حوزی در این دوران رواج داشت و خوانندگان زن این ژانر عبارت بودند از چیخا تتما، فادیله دزیریا و میریام فکای. یکی دیگر از ژانرهای رایج موسیقی بدوی («بدویی») (یا غربی («وسترن»)) بود که از آوازهای بادیه‌نشین سرچشمه می‌گرفت. بدوی شامل اشعار ملحون با همراهی طبل قلال و فلوت گازپا بود. بدوی را خوانندگان مرد معروف به «شیخ‌ها» می‌خواندند که جلابه و عمامه‌های بلند و سفید پوشیده بودند. شعرها برگرفته از غزل‌های افرادی چون مستفا بن ابراهیم و زنقی بوحفس است. از نوازندگان بدوی می‌توان به شیخ حماده، شیخ محمد سنوسی، شیخ مدنی، شیخ هاچمی بنسمیر و شیخ خلدی اشاره کرد. سنوسی اولین کسی بود که این موسیقی را در سال ۱۹۰۶ ضبط کرد.
استعمار فرانسه در الجزایر سازمان جامعه را تغییر داد و طبقه‌ای از مردان و زنان شهری فقیر و بی‌سواد را به‌وجود آورد. خوانندگان بدوی عمدتاً با استعمارگران فرانسوی همکاری می‌کردند، اگرچه یکی از استثناهای چنین همکاری، شیخ حماده بود. بقا و مشکلات آن در زندگی فقیرانه موضوع نوازندگان خیابانی بود که آهنگ‌هایی به نام زندانی می‌خواندند. یکی از ویژگی‌های مشترک این آهنگ‌ها عبارت بود از علامت تعجب در کلمه «raï!» و تغییرات کلمه «رای» به‌معنای ابراز نظر است.
در دهه ۱۹۲۰ زنان وهران تحت قوانین رفتاری سختگیرانه‌ای قرار گرفتند. بسیاری به طردشدگان اجتماعی و خواننده و رقصنده تبدیل شدند. آن‌ها آهنگ‌های مدح را در ستایش حضرت محمد می‌خواندند و برای مخاطبان زن در مراسمی مانند عروسی و ضیافت ختنه اجرا می‌کردند. گروه دیگری از زنان رانده‌شده اجتماعی، شیخه نام داشتند که به‌خاطر لباس جذاب، اشعار لذت‌پرستانه و نمایش نوعی موسیقی تحت‌تأثیر مدحیات و خوانندگان زندانی شهرت داشتند. این شیخه‌ها که هم برای مردان و هم برای زنان آواز می‌خواندند، شامل افرادی مانند شیخه ریمیتی، شیخه گرلو، شیخه جنیا ال مستگانمیا، شیخه باچیتا می‌شد. دهه ۱۹۳۰ شاهد ظهور سازمان‌های انقلابی بود، از جمله سازمان‌هایی با انگیزه مارکسیسم، که خوانندگان رای اولیه را تحقیر می‌کردند. در همان زمان، موسیقی کلاسیک عربی در سراسر مغرب محبوبیت زیادی پیدا کرد، به‌ویژه موسیقی ام کلثوم در مصر.

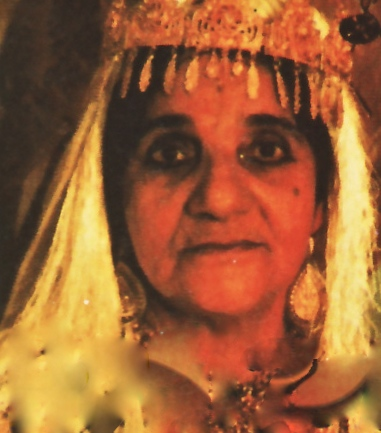
شیخه ریمیتی (۱۹۲۳–۲۰۰۶)

زمانی که رای برای اولین بار توسعه یافت، ترکیبی از ژانرهای موسیقی روستایی و کاباره‌ای بود که توسط کارگران کارخانه‌های تقطیر، دهقانانی که زمین‌های خود را به دست مهاجران اروپایی از دست داده بودند، و دیگر شهروندان طبقه پایین شکل گرفت. موقعیت جغرافیایی وهران باعث گسترش بسیاری از تأثیرات فرهنگی شد و به نوازندگان رای این امکان را داد که مجموعه‌ای از سبک‌های موسیقی مانند فلامنکو اسپانیا، موسیقی گناوه و کاباره‌ای فرانسوی را جذب کنند و به آن‌ها اجازه دهد با ریتم‌های معمول عشایر عرب ترکیب شوند. در اوایل دهه ۱۹۳۰ مسائل اجتماعی که جمعیت بومی مستعمره را گرفتار می‌کرد، مانند بیماری تیفوس، آزار و اذیت و زندانی شدن توسط پلیس استعماری، و فقر مضامین برجسته اشعار رای بودند. دیگر مضامین به موضوعاتی مانند شراب، عشق، و معنا و تجربیات زندگی حاشیه‌ای مربوط می‌شد. از همان ابتدا، زنان نقش مهمی در موسیقی و اجرای رای ایفا کردند. برخلاف سایر موسیقی‌های الجزایری، رای علاوه بر موسیقی، رقص را در محیط‌های با جنسیت مختلط گنجاند.
در دهه ۱۹۳۰ رای، اندلسی و سبک کلاسیک مصری بر شکل‌گیری وهرانی تأثیر گذاشتند، سبکی که توسط بلاوی هواری رایج شد. نوازندگانی مانند محمد بلربی و جلول بنداود این تأثیرات را به دیگر سبک‌های وهرانی و همچنین پیانو و آکاردئون غربی اضافه کردند و در نتیجه سبکی به نام «بدوی سیتادینیس» به وجود آمد. شورش در اواسط دهه ۱۹۵۰ آغاز شد و نوازندگانی از جمله هواری و احمد صابر از جبهه آزادی‌بخش میهنی حمایت کردند. پس از استقلال در سال ۱۹۶۲ دولت رژیم هواری بومدین همراه با رئیس‌جمهور احمد بن بله، انتقادهای موسیقی‌دانانی مانند صابر را تحمل نکردند و سرکوب فرهنگ رای و وهرانی را در پی داشت. تعداد اجراهای عمومی خوانندگان زن رای کاهش یافت، که باعث شد مردان در این ژانر موسیقی نقش بیشتری داشته باشند. در همین حال، سازهای سنتی رای مانند گازبا (فلوت نی) و داربوکا (درام‌های آفریقای شمالی) با ویولن و آکاردئون جایگزین شدند.

### بعد از استقلال

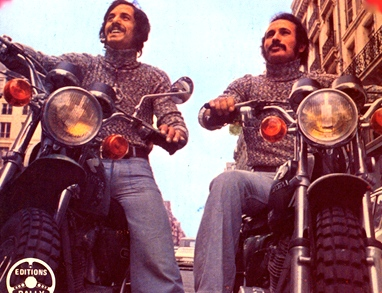
رشید و فتحی

در دهه ۱۹۶۰، مسعود بلمو و بلکاسم بوتلجا کار خود را آغاز کردند و صدای رای را تغییر دادند و در نهایت در سال ۱۹۶۴ در الجزایر پذیرفته شدند. در دهه ۱۹۷۰ فن‌آوری ضبط شروع به پیشرفت‌تر کرد و ژانرهای وارداتی نیز مورد توجه الجزایری‌ها قرار گرفت، به‌ویژه رگی جامائیکایی با اجراکنندگانی مانند باب مارلی. در طول دهه‌های بعدی رای به‌طور فزاینده‌ای سبک‌های موسیقی متنوعی را که در الجزایر ظهور می‌کردند، جذب کرد. در طول دهه ۱۹۷۰ هنرمندان رای تأثیراتی را از کشورهای دیگر مانند مصر، اروپا و قاره آمریکا وارد کردند. ترومپت، گیتار الکتریک، سینث‌سایزر و درام سازهای خاصی بودند که در این موسیقی قرار گرفتند. این آغاز پاپ رای بود که توسط نسل بعدی اجرا شد که عنوان شاب (برای مرد) یا شابه (برای زن) به معنای «جوان» را برای خود انتخاب کردند تا خود را از نوازندگان قدیمی این سبک متمایز کنند. از برجسته‌ترین اجراکنندگان رای جدید می‌توان به چابا فادلا، شاب حمید و شاب مامی اشاره کرد. زمانی که اولین جشنواره بین‌المللی رای در الجزایر در سال ۱۹۸۵ برگزار شد، شاب خالد با این ژانر هم‌گام شده بود. جشنواره‌های بیشتری در الجزایر و خارج از آن برگزار شد و رای به یک سبک جدید محبوب و برجسته در بازار نوظهور موسیقی جهانی تبدیل شد. موفقیت بین‌المللی این ژانر از اوایل سال ۱۹۷۶ با به شهرت رسیدن تهیه‌کننده رشید بابا احمد آغاز شد.

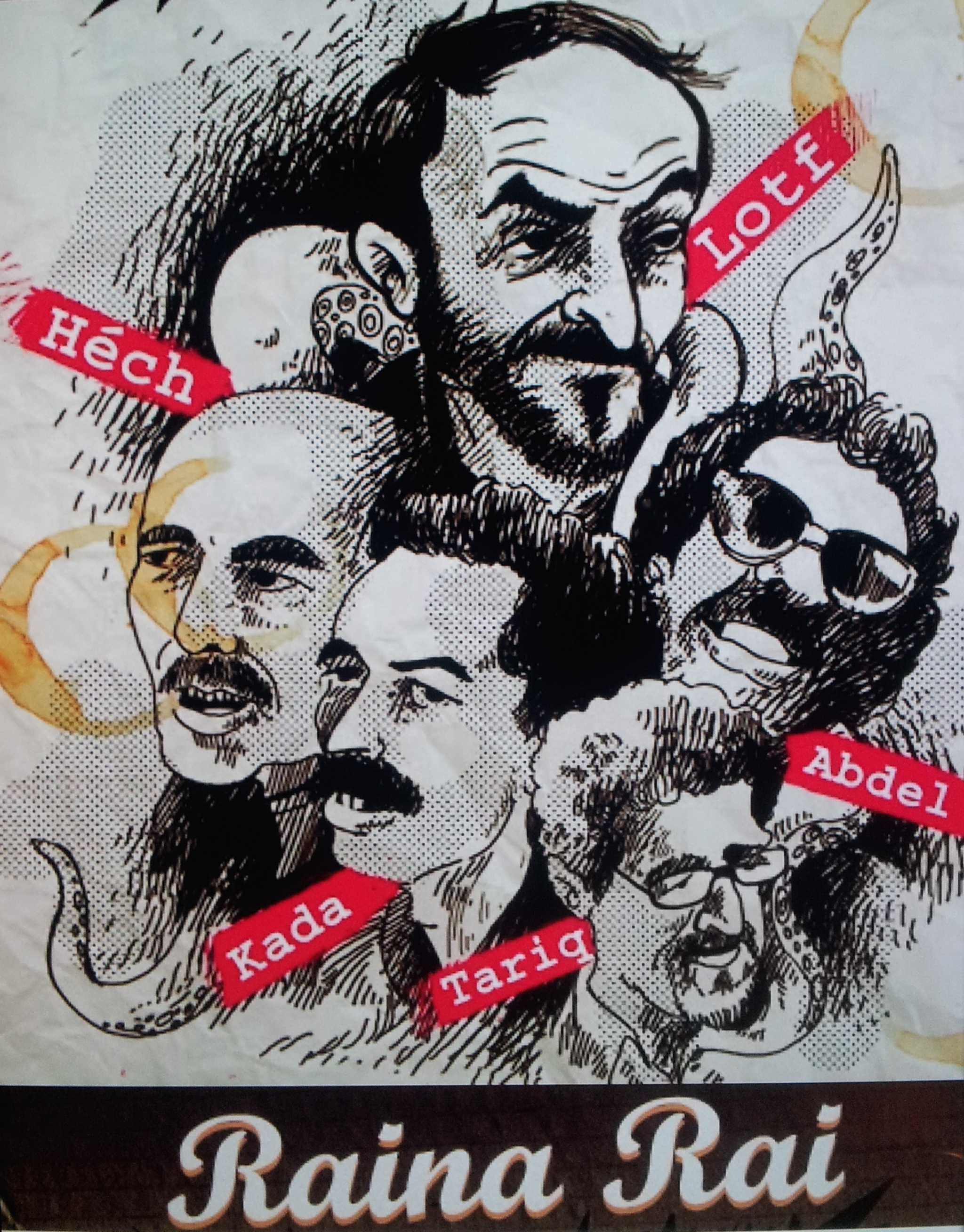
راینا رای

هزینه‌های اضافی تولید صفحه گرامافون و همچنین جنبه‌های فنی تحمیل‌شده بر رسانه‌ها توسط موسیقی، باعث شد تا این ژانر تقریباً به‌طور انحصاری در اوایل دهه ۱۹۸۰ بر روی نوار کاست منتشر شود، درحالی‌که تعداد زیادی از موسیقی‌ها اصلاً مشابه صفحه گرامافون نداشتند و بسیار محدود بودند.
درحالی‌که این شکل از رای فروش نوار کاست را افزایش داد، ارتباط آن با رقص مختلط، عملی ناپسند بر اساس دیدگاه‌های اسلامی، منجر به سرکوبی شد که مورد حمایت دولت بود. این سرکوب به‌دلیل محبوبیت فزاینده رای در فرانسه، جایی که جامعه عرب مغربی آن را به‌شدت خواستار بود، لغو کرد. این محبوبیت در فرانسه در نتیجه اوج‌گیری مبارزات فرانسوی-عربی علیه نژادپرستی افزایش یافت. این قضیه منجر به پیروی از مخاطبان سفیدپوست شد که با مبارزات ضد نژادپرستی موافق بودند.
پس از انتخاب رئیس‌جمهور شاذلی بن جدید در سال ۱۹۷۹، موسیقی رای به‌دلیل محدودیت‌های اخلاقی و اقتصادی کمترش فرصتی برای بازسازی پیدا کرد. اندکی پس از آن، رای با استفاده از سازهایی مانند سینث‌سایزرهای الکتریکی، گیتار و درام شروع به تبدیل شدن به پاپ-رای کرد.
در دهه ۱۹۸۰ رای دوره اوج محبوبیت خود را آغاز کرد. پیش از این، دولت الجزایر به‌دلیل موضوعات پرخطر از نظر جنسی و فرهنگی، مانند الکل و مصرف‌گرایی، دو موضوعی که برای فرهنگ سنتی اسلامی تابو بود، با رای مخالفت کرده بود.

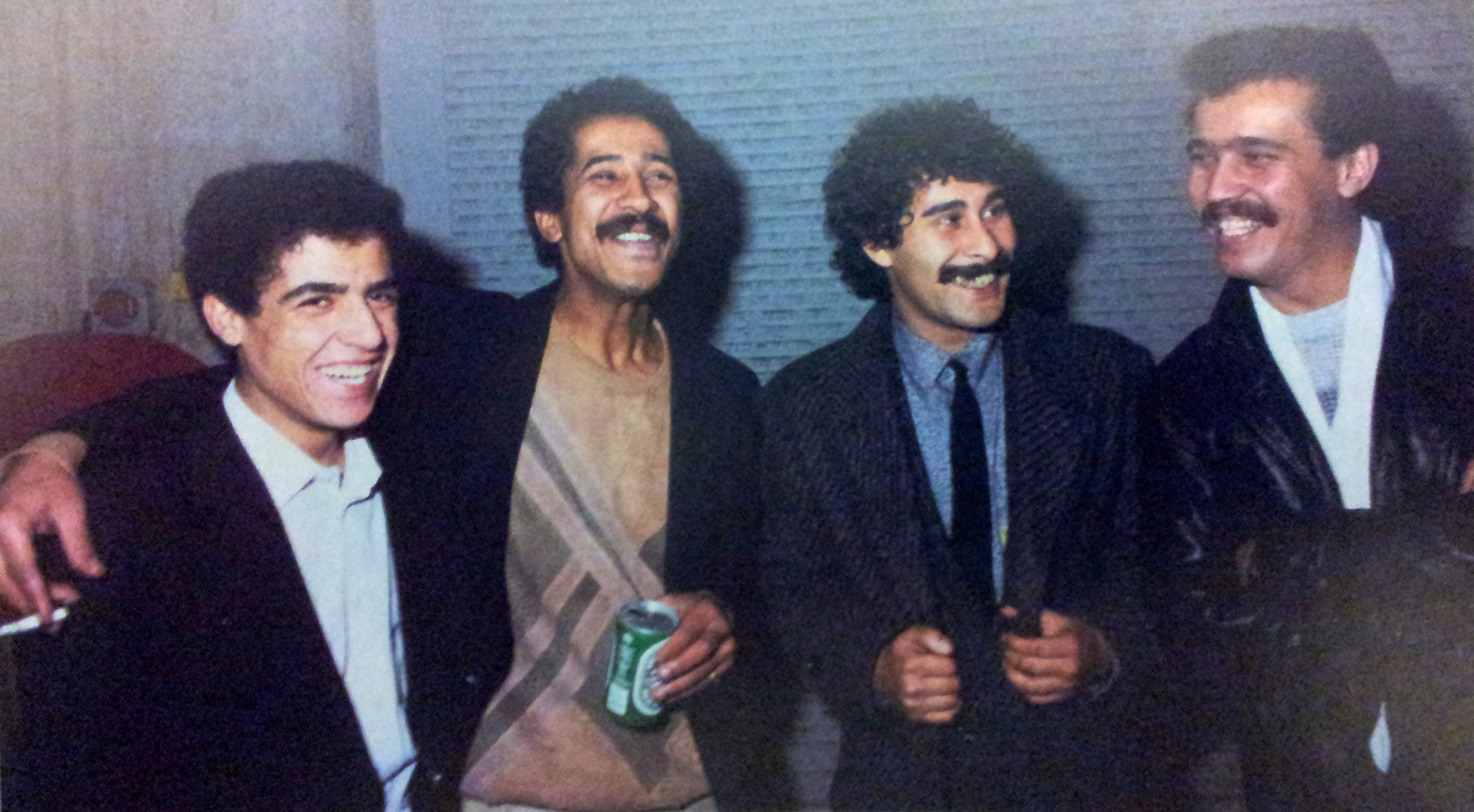
شاب مامی، شاب خالد، شاب حمید و شاب صحراویی

دولت در نهایت سعی کرد رای را ممنوع کند، واردات کاست‌های خالی را ممنوع کرد و پاسپورت نوازندگان رای را مصادره کرد. این کار برای جلوگیری از انتشار رای نه تنها در سراسر کشور، بلکه برای جلوگیری از گسترش آن در سطح بین‌المللی و ورود یا خروج از الجزایر انجام شد. اگرچه این امر فروش حرفه‌ای رای را محدود کرد، اما محبوبیت موسیقی از طریق فروش غیرقانونی و مبادله نوارها افزایش یافت. در سال ۱۹۸۵ سرهنگ الجزایری اسنوسی به جک لانگ وزیر فرهنگ فرانسه پیوست تا دولت الجزایر را متقاعد کند که رای را بپذیرد. او موفق شد دولت را وادار کند که پاسپورت‌ها را به موسیقی‌دانان رای بازگرداند و اجازه دهد تا رای در الجزایر با حمایت دولت ضبط و اجرا شود، و آن را بخشی از میراث فرهنگی الجزایر عنوان کرد. این امر نه تنها به دولت الجزایر اجازه داد تا از تولید و انتشار رای از نظر مالی منفعت داشته باشد، بلکه اجازه داد تا بر موسیقی نظارت داشته باشند و از انتشار موسیقی و رقص «ناسالم» جلوگیری کنند و همچنان از آن برای استفاده از وجهه ملی دولت الجزایر در جهان استفاده کنند. در سال ۱۹۸۵ اولین جشنواره رای دولتی در الجزایر برگزار شد و جشنواره‌ای نیز در ژانویه ۱۹۸۶ با حضور شاب خالد، شاب صحراوی، شابه فادلا، شاب حمید، شاب مامی و گروه رای نارائی در تئاتر ام‌سی ۹۳ بوبیگنی در فرانسه برگزار شد.

در سال ۱۹۸۸ دانشجویان و جوانان الجزایری برای اعتراض به خشونت دولتی، هزینه بالای مواد غذایی و حمایت از ارتش خلق الجزایر به خیابان‌ها سرازیر شدند. رئیس‌جمهور شاذلی بن جدید که از سال ۱۹۷۹ تا ۱۹۹۲ قدرت را در دست داشت، و دوستانش رای را مسئول قیام گسترده‌ای دانستند که در اکتبر ۱۹۸۸ منجر به کشته شدن ۵۰۰ غیرنظامی شد. اکثر خوانندگان رای این ادعا را رد کردند، از جمله شاب صحراوی، که گفت هیچ ارتباطی بین رای و شورش اکتبر وجود ندارد. با این حال، شهرت رای به‌عنوان موسیقی اعتراضی ماندگار شد، زیرا تظاهرکنندگان آهنگ شاب خالد «فرار، اما کجا؟» («El Harba Wayn») را برای کمک به اعتراض خود پذیرفتند:
جوانی کجا رفت؟
شجاعان کجایند؟
گلوی ثروتمند
بیچاره‌ها تا سر حد مرگ کار می‌کنند
شارلاتان‌های اسلامی چهره واقعی خود را نشان می‌دهند…
همیشه می‌توانید گریه کنید یا شکایت کنید

یا فرار… اما کجا؟
در دهه ۱۹۹۰ سانسور بر نوازندگان رای حاکم بود. یک خواننده تبعیدی رای، شاب حسنی پیشنهاد بازگشت به الجزایر و اجرای برنامه در استادیوم را در سال ۱۹۹۴ پذیرفت. شهرت حسنی و آهنگ‌های جنجالی او باعث شد که وی از سوی افراطیون بنیادگرای اسلامی تهدید به مرگ شود. در ۲۹ سپتامبر ۱۹۹۴ او اولین نوازنده رای بود که در بیرون خانه پدر و مادرش در منطقه گامبتا وهران به قتل رسید، بنا بر گزارش‌ها دلیلش آن بود که به دختران اجازه داده بود در یک کنسرت تلویزیونی گونه او را ببوسند. مرگ او در بحبوحه اقدامات خشونت‌آمیز دیگر علیه اجراکنندگان آفریقای شمالی اتفاق افتاد. چند روز قبل از مرگش، لونس ماتوب خواننده قبایلی توسط گروه اسلامی مسلح ربوده شد. سال بعد، در ۱۵ فوریه ۱۹۹۵ رشید بابا احمد تهیه‌کننده رای در وهران ترور شد.
تشدید تنش کمپین اسلام‌گرایان ضدرای باعث شد که نوازندگان رای مانند شاب مامی و شابه فضیله از الجزایر به فرانسه نقل‌مکان کنند. مهاجرت به فرانسه راهی برای حفظ موجودیت موسیقی بود. فرانسه جایی بود که الجزایری‌ها در دوران پس از استعمار برای یافتن کار به آن‌جا رفته بودند و نوازندگان فرصت بیشتری برای مخالفت با دولت بدون سانسور داشتند.
اگرچه رای در الجزایر مورد قبول جریان اصلی قرار گرفت، بنیادگرایان اسلامی همچنان به این ژانر اعتراض کردند و گفتند که این ژانر هنوز هم بسیار لیبرال و در تضاد با ارزش‌های سنتی اسلامی است. بنیادگرایان مدعی بودند که ژانر موسیقی هنوز هم تمایلات جنسی، الکل و فرهنگ مصرف غربی را ترویج می‌کند، اما منتقدان دیدگاه بنیادگرا اظهار داشتند که بنیادگرایان و موسیقی‌دانان رای در نهایت به‌دنبال نوکیشانی از یک جمعیت جوانان بودند، که مجبور بودند انتخاب کنند که به کدام یک از دو فرهنگ تعلق دارند. علی‌رغم حمایت دولت، شکاف بین آن دسته از شهروندانی که به اسلام سختگیرانه تعلق داشتند و حامیان صحنه رای باقی ماند.

### موفقیت بین‌المللی
شاب خالد اولین موزیسین با موفقیت بین‌المللی بود، از جمله آلبوم دونفره او در سال ۱۹۸۸ با نوازنده جاز صفی بوتلا آلبوم کوچه، اگرچه محبوبیت او به مکان‌هایی مانند ایالات متحده و آمریکای لاتین گسترش پیدا نکرد. از دیگر هنرمندان برجسته دهه ۱۹۸۰ می‌توان به هواری بنچنت، راینا رای، محمد صحراوی، شاب مامی، شابه زهرا و شاب حمید اشاره کرد.
موفقیت بین‌المللی در دهه ۱۹۹۰ با آلبوم خالد شاب خالد در سال ۱۹۹۲ افزایش یافت. از آن‌جایی که خالد دیگر در الجزایر نبود، نوازندگانی مانند شاب طاهر، شاب نصرو و شاب حسنی شروع به خواندن آهنگ عاشقانه رای کردند، که یک فرم احساسی و پاپ-تصنیف از موسیقی رای بود. بعدتر در همین دهه، فانک، هیپ‌هاپ و تأثیر ژانزهای دیگر به رای اضافه شد، به‌ویژه توسط نوازندگانی مانند فادل و رشید طاها. طاها موسیقی رای را برداشت و آن را با راک ترکیب کرد. طاها آفرینش خود را موسیقی رای نمی‌نامید، بلکه آن را ترکیبی از رای محلی و پانک توصیف کرد. ترکیب دیگری از فرهنگ‌ها در موسیقی عربی در اواخر دهه ۱۹۹۰ از طریق موسیقی فرانسوی-عربی منتشرشده توسط موسیقیدانانی مانند آلدو ایجاد شد.
اواخر دهه ۱۹۸۰ و اوایل دهه ۱۹۹۰ شاهد افزایش نوازندگان زن رای بودیم. به گفته نویسندگان گراس، مک موری و سوئدبورگ در مقاله خود با عنوان «صدای عربی و شب‌های رمضان: رای، رپ و هویت فرانسوی-مغربی»، شابه زهوانیه، نوازنده رای، از سوی خانواده‌اش با ممنوعیت اجرا یا حتی ظاهر شدن در انظار عمومی را مواجه شد. به گفته گروس و همکاران، شرکت‌های ضبط موسیقی رای، هنرمندان زن را تشویق کرده‌اند تا بیشتر مورد توجه قرار گیرند.
در سال ۲۰۰۰ موسیقی رای به لطف دوئت استینگ با خواننده رای، شاب مامی، در آهنگ «رز کویری»، که در ۱۷ ژانویه ۲۰۰۰ منتشر شد، موفقیت بین‌المللی داشت استینگ برای معرفی موسیقی رای به مخاطبان موسیقی غربی شناخته شد، و به همین دلیل این آهنگ در بسیاری از چارت‌ها موفق بود و به شماره ۲ در کانادا، شماره ۳ در سوئیس، شماره ۴ در ایتالیا، شماره ۱۵ در جدول تک‌آهنگ‌های بریتانیا و شماره ۱۷ در بیلبورد هات ۱۰۰ ایالات متحده رسید. همچنین به ترتیب در جدول فروش بیلبورد جایگزین بزرگسالان و فروش تک‌آهنگ‌های رقص به رتبه ۱ رسید.

## سانسور
در طول دوره توسعه و تجاری‌سازی موسیقی رای در الجزایر، تلاش‌های زیادی برای خفه کردن این ژانر صورت گرفته است. از محتوای متن ترانه گرفته تا تصاویر جلد آلبوم، رای یک موسیقی بحث‌برانگیز بوده است. هویت دینی و فراملی‌گرایی برای تعریف پیچیدگی‌های هویت مغربی می‌کوشد. این هویت پیچیده از طریق موسیقی رای بیان می‌شود و اغلب در بسیاری از زمینه‌های فرهنگی مورد مناقشه و سانسور قرار می‌گیرد.

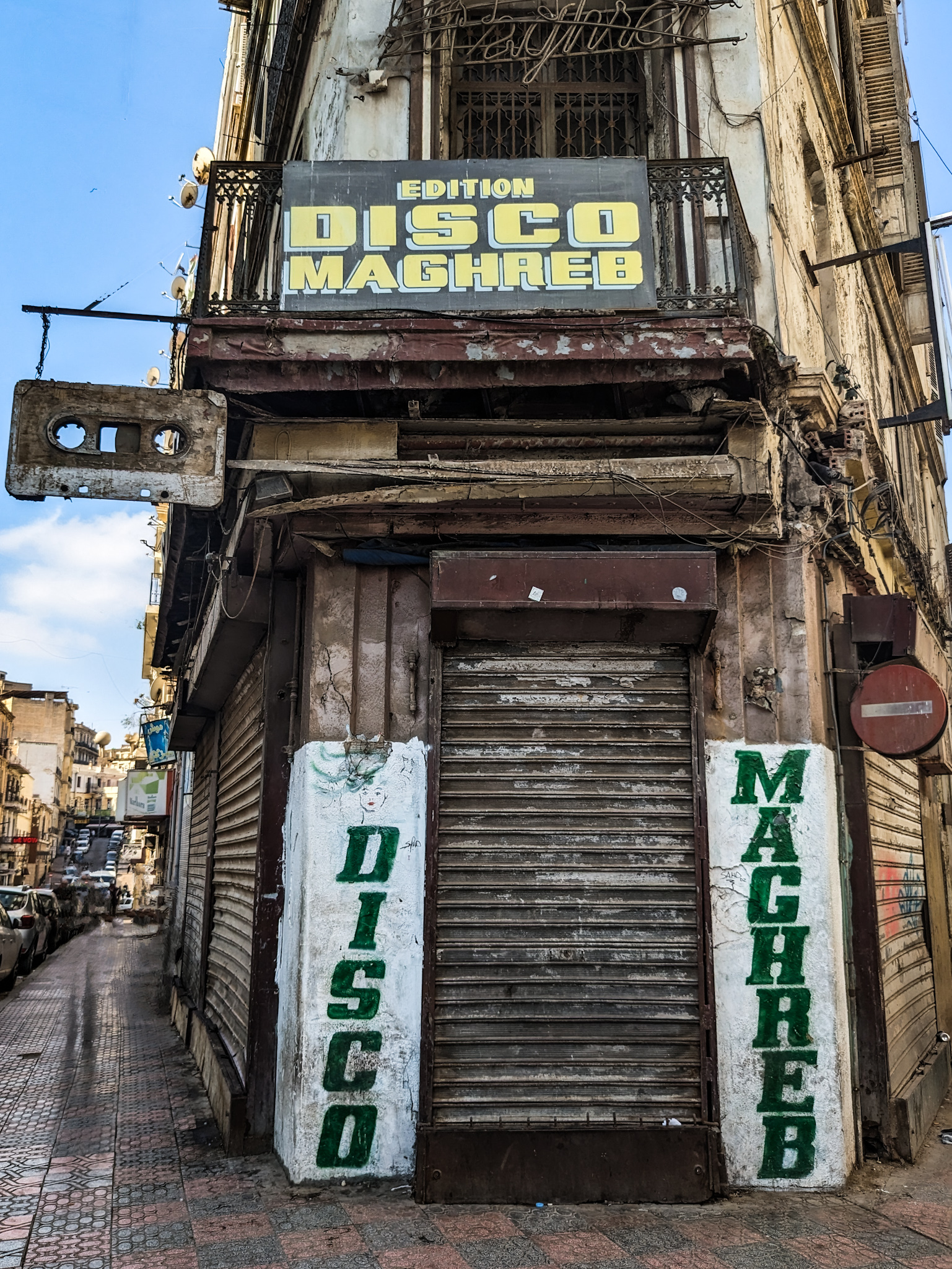
دیسکو مغرب - وهران

در سال ۱۹۶۲ زمانی که الجزایر مدعی استقلال ملی شد، بیان فرهنگ عامه به‌دلیل طبیعت محافظه‌کارانه مردم خفه شد. در این دوران محدودیت شدید بیان زنان، سبب شد که بسیاری از مردان شروع به تبدیل شدن به خواننده رای کنند. در سال ۱۹۷۹ زمانی که رئیس‌جمهور شاذلی بن جدید استانداردهای اخلاقی و اقتصادی لیبرال‌تری را تأیید کرد، موسیقی رای بیشتر با جوانان الجزایری مرتبط شد. این موسیقی در میان اسلام‌گرایان سلفی و دولت الجزایر تبدیل به انگ شد. جوانان رای را که «نسل رای» می‌نامیدند راهی برای بیان آزادی‌های جنسی و فرهنگی یافتند. نمونه‌ای از این آزادی بیان از طریق اشعار شاب حسنی در آهنگ «ال برراکا» دیده می‌شود. حسنی آواز می‌خواند: «او متعلق به من بود… چون وقتی مست هستی، این فکری است که در سرت می‌چرخد!» حسنی اصول‌گرایان کشور و محکومیت هنرهای غیر مذهبی را به چالش کشید.
رای شروع به پخش در مقیاس بزرگ‌تر از طریق فروش نوار، پخش در تلویزیون و رادیو کرد. دولت برای پای‌بندی به ارزش‌های محافظه‌کارانه تلاش کرد تا رای را «پاک‌سازی» کند. مهندسان صدا ضبط‌های هنرمندان رای را دستکاری می‌کردند تا این استانداردها را رعایت کنند. این تاکتیک به اقتصاد این امکان را داد که با به‌دست آوردن مخاطبان محافظه‌کار از موسیقی سود ببرد. محافظه‌کاری نه تنها بر نحوه دریافت موسیقی رای توسط شنوندگان تأثیر گذاشت، بلکه بر نحوه ارائه موسیقی توسط هنرمندان، به‌ویژه هنرمندان زن نیز تأثیر گذاشت. برای مثال هنرمندان زن رای معمولاً روی جلد آلبوم ظاهر نمی‌شوند. چنین معیارهای مردسالارانه زنان را در حریم خصوصی اجتماعی تحت فشار قرار می‌دهد.